# Luisana Lopilato
Luisana Loreley Lopilato (Buenos Aires, 18 de maig de 1987) és una actriu, cantant i model argentina. Va ser integrant del grup musical de Pop-Rock Erreway, al costat de Camila Bordonaba, Felipe Colombo i Benjamí Rojas, des del seu inici el 2002 fins a la seva sortida del grup el 2005. Aquest grup va sorgir originalment en la famosa telenovel·la juvenil argentina Rebel Way. Va néixer a la ciutat de Buenos Aires, en el gairebé laberíntic barri de Parc Chas, juntament amb els seus pares i els seus germans Dario i Daniela. Entre les seves relacions amoroses podem trobar els actors Felipe Colombo i Mariano Martínez i el tennista Juan Mónaco. És l'esposa del cantant canadenc Michael Bublé.